# Torre de Buenavista
La torre de Buenavista fue una torre vigía ubicada en la campiña de Barbate (provincia de Cádiz, España), en el entorno del diseminado llamado San Ambrosio, hoy reconvertida en molino de viento. 

## Descripción
La torre se construyó para comunicar la torre del Tajo, perteneciente al sistema de torres de vigilancia costera, con la ciudad de Vejer de la Frontera, para avisar de la llegada de piratas berberiscos al litoral. Para ello, se erigió en la cima del cerro de la Porquera, a 161 metros de altura, con el objetivo de salvar los cerros de la Breña y tener una visión diáfana de las torres litorales. 
En el siglo XIX abandonó su función militar, pasando a reconvertirse en molino de viento. Actualmente está integrada en una finca particular del diseminado de San Ambrosio, en Barbate.